# Witham Friary
Witham Friary är en ort och civil parish i Storbritannien.   Den ligger i grevskapet Somerset och riksdelen England, i den södra delen av landet, 160 km väster om huvudstaden London. Witham Friary ligger 95 meter över havet och antalet invånare är 399.
Terrängen runt Witham Friary är huvudsakligen platt. Witham Friary ligger nere i en dal. Runt Witham Friary är det ganska tätbefolkat, med 149 invånare per kvadratkilometer. Trakten runt Witham Friary består i huvudsak av gräsmarker.